# Chu trình PDCA
PDCA hay Chu trình PDCA (Lập kế hoạch – Thực hiện – Kiểm tra – Cải tiến) là chu trình cải tiến liên tục được Tiến sĩ Deming giới thiệu cho người Nhật trong những năm 1950. Mặc dù lúc đầu ông gọi là Chu trình Shewart để tưởng nhớ Tiến sĩ Walter A. Shewart - người tiên phong trong việc kiểm tra chất lượng bằng thống kê ở Mỹ từ những năm cuối của thập niên 30. Tuy nhiên Người Nhật lại quen gọi nó là chu trình Deming hay vòng tròn Deming.
Nội dung của các giai đoạn của chu trình này có thể tóm tắt như sau:

Chu trình PDCA

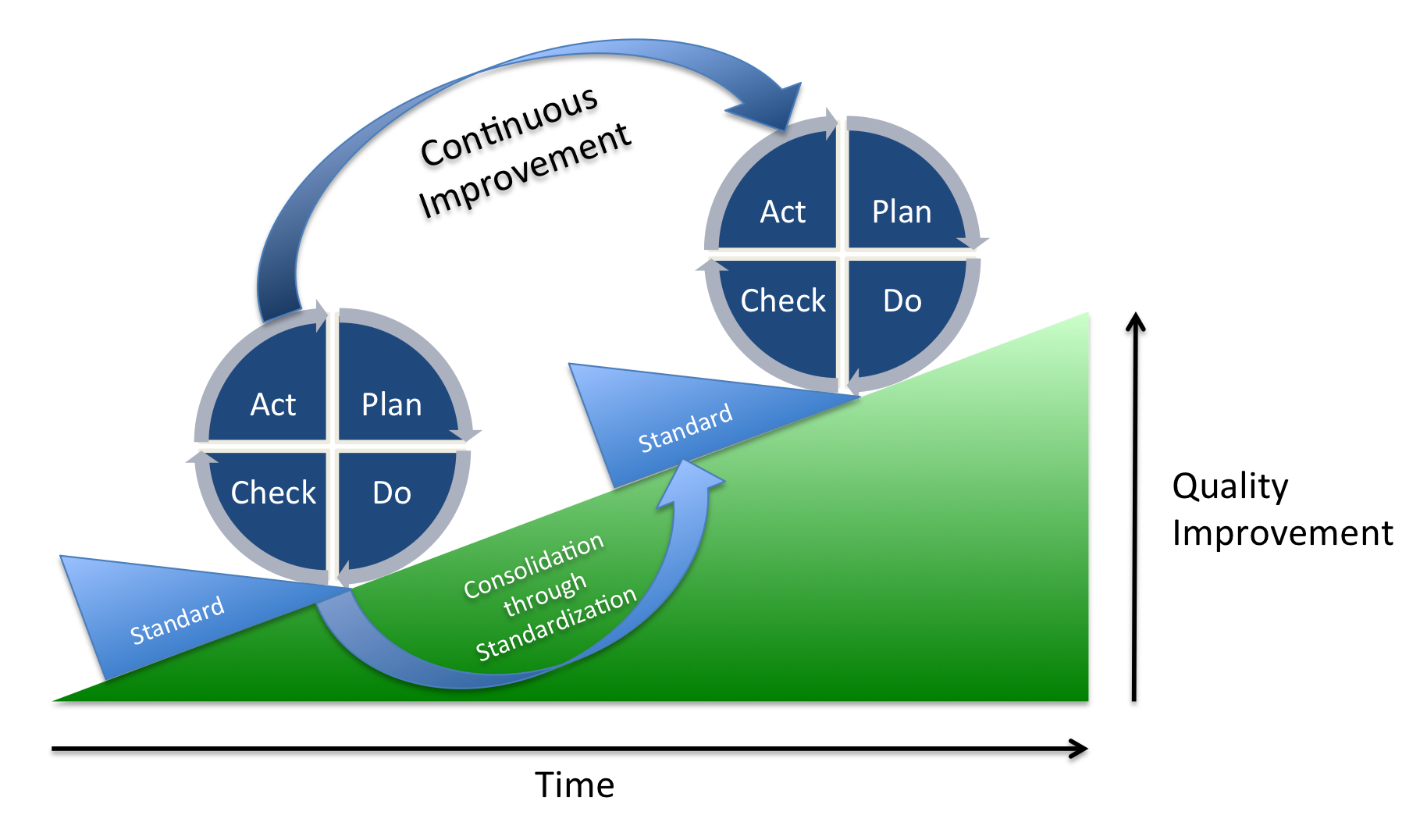
Cải tiến chất lượng liên tục với PDCA

Plan: Lập kế hoạch, xác định mục tiêu, phạm vi, nguồn lực để thực hiện, thời gian và phương pháp đạt mục tiêu.
Do: Đưa kế hoạch vào thực hiện.
Check: Kiểm tra lại kế hoạch và kiểm tra kết quả thực hiện kế hoạch.
Act: Dựa trên kết quả kiểm tra, tiến hành cải tiến chương trình.
Với hình ảnh một đường tròn lăn trên một mặt phẳng nghiêng (theo chiều kim đồng hồ), chu trình PDCA cho thấy thực chất của quá trình quản lý chất lượng là sự cải tiến liên tục và không bao giờ ngừng. Trên thực tế việc thực hiện chu trình PCDA phức tạp hơn nhiều so với tên của nó. Tuy nhiên, chu trình PDCA là nền tảng cho các chu trình cải tiến trong ISO 9001. Khi một tổ chức thực hiện được chu trình PDCA cũng sẽ làm chủ được hệ thống quản lý chất lượng theo tiêu chuẩn ISO 9001.
Đâu là khâu quan trọng nhất trong chu trình PDCA:
Trong quy trình PDCA, các giai đoạn Plan, Do, Check, và Act là 4 yếu tố trụ cột của mô hình và cần phải thực hiện các bước này một cách chính xác và theo một trình tự để mang lại sự thành công của quy trình cải tiến.
Tuy nhiên, nói về sự quan trọng thì bước Plan (lập kế hoạch) được xem là quan trọng nhất vì bước này được xem là bước xây dựng nền móng cho toàn bộ chu trình PDCA. Trong khâu Plan, doanh nghiệp cần phải xây dựng các mục tiêu và chỉ tiêu đo lường hiệu quả cụ thể của quá trình cải tiến để có được những đánh giá chính xác nhất. Nếu doanh nghiệp không thực hiện đúng bước này thì toàn bộ quy trình cải tiến liên tục có thể không mang lại hiệu quả như mong muốn.